# Луганска област
Луганска област (на украински: Луганська область) е една от 24-те области на Украйна. Площ 26 683 km² (10-о място по големина в Украйна, 4,42% от нейната площ). Население на 1 януари 2018 г. 2 166 710 души (6-о място по население в Украйна, 4,89% от нейното население). Административен център град Луганск. Разстояние от Киев до Луганск 813 km.

## Историческа справка
През 1795 – 1796 г. възниква Екатеринославският чугунолеярен завод, преименуван през 1797 г. на Лугански чугунолеярен завод. Селището възникнало край него е признато за град Луганск през 1882 г. През 1935 г. градът е преименуван на Ворошиловград, а през 1958 г. отново е върнато името му Луганск. В периода от 5 януари 1970 до 4 май 1990 г. отново се нарича Ворошиловград, след което за последно е преименуван на Луганск. През 1686 г. в северната част на днешната област възниква слободата Старая Белая, преименувана по-късно в Белски городок, която през 1797 г. официално е призната за град Старобелск, който се явява първият град на територията на днешната Луганска област. Всичките останали 35 града в областта са признати за такива по време на съветската власт, в периода от 1926 г. (град Хрустални) до 1977 г. (градовете Алмазная и Ирмино). Луганска област е образувана под името Ворошиловградска област на 3 юни 1938 г. от източните райони на тогавашната Сталинска област, в състава на бившата Украинска ССР, след което заедно със смяната на името на своя административен център се променя и нейното название.

## Географска характеристика
Луганска област е разположена в крайната източна част на Украйна. На север, изток и юг граничи с Русия, на югозапад – с Донецка област, а на запад – с Харковска област. В тези си граници заема площ от 26 683 km² (10-о място по големина в Украйна, 4,42% от нейната площ).
Релефът на областта представлява хълмисто-вълниста равнина, повишаваща се от долината на река Северски Донец на север с височина до 200 m и малко повече и на юг, където е разположено Донецкото възвишение с височина 200 – 300 m, максимална връх Могила Мечетная 367 m (48°15′48″ с. ш. 38°52′52″ и. д. / 48.263333° с. ш. 38.881111° и. д.), издигаща се южно от град Петровское, в южната част на областта.
Луганска област е богата на висококачествени каменни въглища, като 2/3 от тях са антрацитни, а 1/3 от всичките добивани въглища са удобни за коксуване. Въглищните находища се явяват част от големия Донецки въглищен басейн и са съсредоточени в Антрацитовски, Сорокински (бивш Краснодонски), Лутугински, Перевалски и други административни райони и са разположени в южната част на областта.
Климатът е умерено континентален. Зимата е студена със средна януарска температура от -8 °C на север до -6 °C на юг, а лятото е горещо със средна юлска температура от 21,8 °C на северозапад до 23,1 °C на югоизток. В края на пролетта често явление са суховеите и прашните бури. Годишната сума на валежите се изменя от 400 – 450 mm в северните части до 550 mm в пределите на Донецкото възвишение на юг. Продължителността на вегетационния период (минимална денонощна температура 5 °C) е 196 – 208 денонощия.
Над 90% от територията на Луганска област принадлежи към водосборния басейн на река Северски Донец (десен приток на Дон), която пресича централната част на областта от запад на югоизток, с част от средното си течение. Нейните леви притоци – Красная, Боровая, Айдар, Деркул и др. оросяват северната част на областта, а десните – Луган, Болшая Каменка и др. водят началото си от северните склонове на Донецкото възвишение. В останалите 10% от територията на областта (нейните най-южни части) преминават горните течения малки и къси реки, водещи началото си от южните склонове на Донецкото възвишение и вливащи се или директно в Азовско море (Миус) или принадлежат към най-долната част от водосборния басейн на река Дон (Тузлов и др.).
Почвите в областта са плодородни и са предимно черноземни. Разпространени са също ливадно-подзолисти почви и др. Областта е разположена в степната зона, като голяма част от поземления фонд са обработваеми земи и само по склоновете на овразите, долините на реките и защитената територия „Стрелецка степ“ са се съхранили участъци със степна растителност. Горите са малко и заемат едва 7% от територията на областта. Основните горски масиви са разположени по обширната северна заливна тераса на река Северски Донец и в североизточната част (Беловодски район), където още от края на 19 век са изградени големи полезащитни горски пояси. Животинският свят е представен основно от степни животни – гризачи, заек, кошута, лисица, а птичият – полски и ливаден блатар, орел могилник, зелен кълвач, полска чучулига, дива гъска, бекас и др.

## Население
На 1 януари 2018 г. населението на Луганска област е наброявало 2 166 710 души (4,89% от населението на Украйна). Гъстота 81,2 души/km². Градско население 86,85%. Етнически състав: украинци 57,96%, руснаци 39,05%, беларуси 0,81%, татари 0,34%, арменци 0,26%, молдовани 0,13%, азербайджанци 0,12%, евреи 0,10% и др.

## Административно-териториално деление
В административно-териториално отношение Луганска област се дели на 14 областни градски окръга, 18 административни района, 37 града, в т.ч. 14 града с областно подчинение и 23 града с районно подчинение, 109 селища от градски тип и 4 градски района, в град Луганск.
| Административна единица | Площ (km²) | Население (2017 г.) | Административен център | Население (2017 г.) | Разстояние до Луганск (в km) | Други градове и сгт с районно подчинение |
| ----------------------- | ---------- | ------------------- | ---------------------- | ------------------- | ---------------------------- | --- |
| Областен градски окръг  |            |                     |                        |                     |                              | |
| 1. Алчевск              | 50         | 105 398             | гр. Алчевск            | 105 398             | 44                           | |
| 2. Антрацит             | 33         | 76 337              | гр. Антрацит           | 54 640              | 74                           | Боково-Платово, Верхни Наголчик, Дубовски, Каменное, Крепенски, Шчотово                                                                                       |
| 3. Брянка               | 64         | 48 635              | гр. Брянка             | 47 512              | 52                           | Анновка, Вергулевка, Глубоки, Ломоватка, Южная Ломоватка |
| 4. Голубивка            | 35         | 34 129              | гр. Голубивка          | 28 529              | 55                           | Донецки, Червоногвардейское |
| 5. Довжанск             | 84         | 96 598              | гр. Довжанск           | 95 153              | 85                           | гр. Червонопартизанск, Володарск, Калинински, Комсомолски, Ленинское, Павловка, Шахтьорское                                                                   |
| 6. Кадиевка             | 92         | 94 500              | гр. Кадиевка           | 77 593              | 51                           | гр. Алмазная, гр. Ирмино |
| 7. Лисичанск            | 96         | 122 350             | гр. Лисичанск          | 97 251              | 83                           | гр. Новодружеск, гр. Приволе |
| 8. Луганск              | 270        | 450 658             | гр. Луганск            | 403 938             | -                            | гр. Александровск, Юбилейное |
| 9. Первомайск           | 89         | 36 831              | гр. Первомайск         | 36 831              | 69                           | |
| 10. Ровенки             | 22         | 82 178              | гр. Ровенки            | 46 734              | 59                           | Великокаменка, Горняк, Дзержински, Кленови, Михайловка, Наголно-Тарасовка, Новодаревка, Пролетарски, Тацино, Ясеновски                                        |
| 11.Рубижне              | 34         | 58 582              | гр. Рубижне            | 58 582              | 101                          | |
| 12. Северодонецк        | 42         | 121 638             | гр. Северодонецк       | 103 479             | 98                           | Боровское, Вороново, Метелкино, Сиротино |
| 13. Сорокино            | 77         | 104 030             | гр. Сорокино           | 44 283              | 51                           | гр. Молодогвардейск, гр. Суходолск, Горное, Енгелсово, Изварино, Краснодарски, Краснодон, Северни, Северо-Гундоровски, Уроло-Кавказ                           |
| 14. Хрустални           | 53         | 124 033             | гр. Хрустални          | 82 765              | 64                           | гр. Вахрушево, гр. Миусинск, гр. Петровское, Грушевое, Запороже, Княгиневка, Садово-Хрусталненски, Софиевски, Фьодоровка, Хрусталное, Щеровка                 |
| Административен район   |            |                     |                        |                     |                              | |
| 1. Антрацитовски        | 1700       | 30 070              | гр. Антрацит           |                     | 74                           | Есауловка, Ивановка, Красни Кут, Малониколаевка, Нижни Наголчик, Фашчовка                                                                                     |
| 2. Беловодски           | 1597       | 24 270              | сгт Беловодск          | 7969                | 92                           | |
| 3. Белокуракински       | 1436       | 16 615              | сгт Белокуракино       | 6564                | 128                          | Лозно-Александровка |
| 4. Довжански            | 1132       | 11 685              | гр. Довжанск           |                     | 85                           | Бирюково |
| 5. Кременски            | 1627       | 41 084              | гр. Кременная          | 19 155              | 143                          | Краснореченское |
| 6. Лутугински           | 1057       | 68 908              | гр. Лутугино           | 17 989              | 27                           | Белое, Белореченски, Врубовски, Георгиевка, Ленина, Успенка, Челюскинец, Юриевка                                                                              |
| 7. Марковски            | 1166       | 15 700              | сгт Марковка           | 5823                | 125                          | |
| 8. Меловски             | 971        | 15 560              | сгт Меловое            | 5810                | 142                          | |
| 9. Новоайдарски         | 1836       | 25 086              | сгт Новоайдар          | 8189                | 58                           | гр. Счасте |
| 10. Новопсковски        | 1623       | 35 051              | сгт Новопсков          | 9687                | 134                          | Белолуцк |
| 11. Перевалски          | 723        | 69 738              | гр. Перевалск          | 25 941              | 45                           | гр. Артьомовск, гр. Зоринск, Байрачки, Бугаевка, Городище, Комисаровка, Михайловка, Селезньока, Фашчовка, Централни, Яшчиково                                 |
| 12. Попаснянски         | 1466       | 40 204              | гр. Попасная           | 20 600              | 85                           | гр. Горское, гр. Золотое, Белогоровка, Волчеяровка, Врубовка, Калиново, Камишеваха, Малорязанцево, Мирная Долина, Нижнее, Новотошковское, Тошковка, Чернухино |
| 13. Сватовски           | 1740       | 43 069              | гр. Сватово            | 17 134              | 157                          | Нижная Дуванка |
| 14. Славяносербски      | 546        | 53 784              | сгт Славяносербск      | 7776                | 35                           | гр. Зимогоре, Лозовски, Лотиково, Родаково, Фрунзе |
| 15. Сорокински          | 1400       | 28 489              | гр. Сорокино           |                     | 51                           | Велики Лог, Мирное, Новоалександровка, Новосветловка, Семейкино, Таловое                                                                                      |
| 16. Станично-Лугански   | 1900       | 49 759              | сгт Станица Луганская  | 13 089              | 21                           | Петропавловка |
| 17. Старобелски         | 1580       | 46 882              | гр. Старобелск         | 18 297              | 95                           | |
| 18. Троицки             | 1600       | 20 833              | сгт. Троицкое          | 7445                | 217                          | |